# Parhippopsicon vittipenne
Parhippopsicon vittipenne là một loài bọ cánh cứng trong họ Cerambycidae.